# Harold Robert Aaron

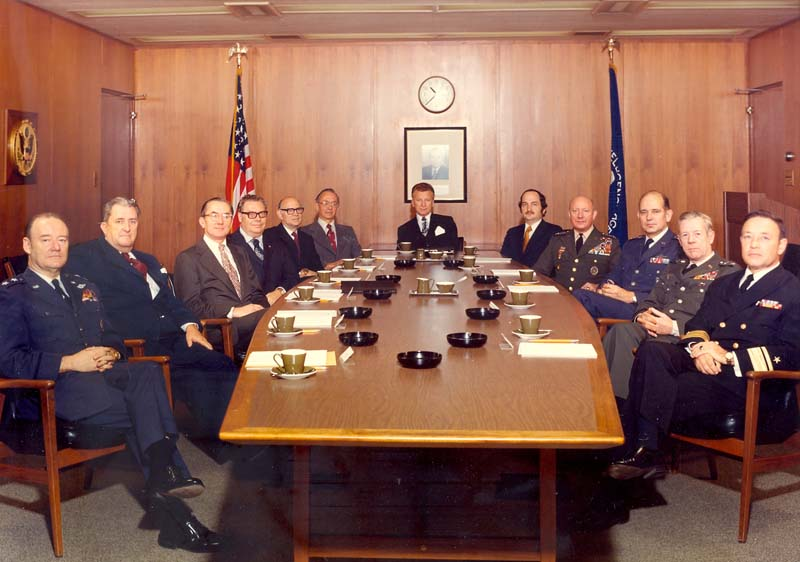
Generalmajor Harold Robert Aaron (zweiter von rechts) auf einer Sitzung des Militärischen Nachrichtendienstausschusses MIB (Military Intelligence Board) 1973

Harold „Hal“ Robert Aaron (* 21. Juni 1921 in Indiana; † 30. April 1980 in Fort Belvoir, Virginia) war ein US-amerikanischer Generalleutnant der US Army.

## Leben
Aaron begann nach dem Schulbesuch seine Offiziersausbildung an der US Military Academy in West Point, die er 1943 abschloss. Während des Zweiten Weltkrieges nahm er als Leutnant (Second Lieutenant) und Kompaniechef der 259 Infantry an verschiedenen Einsatz auf dem europäischen Kriegsschauplatz teil. Nach Kriegsende fand er verschiedene Verwendungen im Pazifikraum und nahm auch am Koreakrieg teil. 1953 war er Absolvent des Command and General Staff College (CGSC) in Fort Leavenworth und erwarb nach verschiedenen weiteren Verwendungen 1960 einen Master of Arts (M.A.) an der Georgetown University. Nachdem er von 1961 bis 1963 Verwendung im Büro eines Assistierenden Verteidigungsministers (Assistant Secretary of Defense) gefunden hatte, war er 1964 Absolvent des National War College in Fort Lesley J. McNair und erwarb 1964 auch einen Doctor of Philosophy (Ph.D.) an der Georgetown University. Im Anschluss folgte zwischen 1964 und 1965 eine Verwendung als Aide-de-camp des Kommandierenden Generals der 8 US-Armee (Eighth US Army), General Hamilton H. Howze.
1965 wurde Aaron Oberst (Colonel) und war bis 1967 im Büro der Vereinigten Stabschefs tätig, wofür ihm erstmals der Legion of Merit verliehen wurde. Anschließend wurde er 1967 Kommandeur (Commanding Officer) der zum Heeresspezialkräftekommando (Luftlandetruppen) USASFC (United States Army Special Forces Command (Airborne)) gehörenden 1st Special Forces Group und wurde für herausragende Verdienste mit einem weitern Legion of Merit geehrt. 1967 übernahm er bis 1969 den Posten als Kommandeur der 5th Special Forces Group und wurde für seine Verdienste während des Vietnamkrieges mit der Army Distinguished Service Medal, die Bronze Star Medal, zwei Air Medals und die Combat Infantryman Badge verliehen. Anschließend fungierte er zwischen 1969 und 1971 als stellvertretender Kommandeur der 8. Infanteriedivision (8th Infantry Division) sowie von 1971 bis 1972 als Chef des Stabes des in der Bundesrepublik Deutschland stationierten V. Korps (V Corps), ehe er zwischen 1972 und 1973 als Generalmajor (Major General) stellvertretender Chef des Stabes für den Nachrichtendienst der US-Streitkräfte in Europa war. Für die dortigen Leistungen wurde ihm ein dritter Legion of Merit verliehen.
Nach seiner Rückkehr in die USA fungierte Aaron von 1973 bis 1977 im Heeresministerium (US Department of the Army) als stellvertretender Chef des Stabes für den Nachrichtendienst und wurde hierfür ein weiteres Mal mit der Army Distinguished Service Medal geehrt. Im Anschluss war er als Generalleutnant (Lieutenant General) zwischen 1977 und 1979 Stellvertreter Direktor des Militärischen Nachrichtendienstes (Defense Intelligence Agency) und damit Vertreter von Generalleutnant Eugene F. Tighe. Er erhielt für seine dortigen Verdienste zudem die Defense Distinguished Service Medal. 
Nach seinem Ausscheiden aus dem aktiven Militärdienst wechselte er 1979 in die Privatwirtschaft und war als Leitender Wissenschaftler beim Technologiekonzern TRW Inc. tätig. Aus seiner am 16. Januar 1944 in der St. Patrick’s Cathedral in New York City geschlossenen Ehe mit Marianne H. O’Donoghue gingen sieben Kinder hervor. Nach seinem Tode wurde er auf dem Nationalfriedhof Arlington beigesetzt.

## Auszeichnungen
Auswahl der Auszeichnungen, sortiert in Anlehnung der Order of Precedence of Military Awards:
- Defense Distinguished Service Medal
- Army Distinguished Service Medal (2 x)
- Legion of Merit (3 ×)
- Bronze Star
- Air Medal (2 x)